# Eumelea griseabasalis
Eumelea griseabasalis là một loài bướm đêm trong họ Geometridae.